# Iranoleon septimus
Iranoleon septimus is een insect uit de familie van de mierenleeuwen (Myrmeleontidae), die tot de orde netvleugeligen (Neuroptera) behoort. 
Iranoleon septimus is voor het eerst wetenschappelijk beschreven door Hölzel in 1972.